# Survival Quest
Pour plus de détails, voir Fiche technique et Distribution.
Survival Quest est un film américain réalisé par Don Coscarelli, sorti en 1989.

## Fiche technique
- Titre français : Survival Quest
- Réalisation : Don Coscarelli
- Scénario : Don Coscarelli
- Photographie : Daryn Okada (en)
- Pays d'origine : États-Unis
- Genre : thriller
- Date de sortie : 1989

## Distribution
- Lance Henriksen : Hank
- Mark Rolston : Jake
- Steve Antin : Raider
- Michael Allen Ryder : Harper
- Paul Provenza : Joey
- Traci Lind : Olivia
- Dermot Mulroney : Gray
- Catherine Keener : Cheryl
- Brooke Bundy : la mère d'Olivia